# Carnevale di Foiano della Chiana
Il Carnevale di Foiano della Chiana è una manifestazione che si svolge annualmente a Foiano della Chiana, in Provincia di Arezzo. È uno dei più famosi e antichi carnevali italiani, essendo stati rinvenuti documenti risalenti all'edizione del 1539.
Partecipano al Carnevale di Foiano i quattro Cantieri (Azzurri, Bombolo, Nottambuli e Rustici) in cui è divisa la popolazione cittadina. Questi, durante l'anno, lavorano ciascuno su un carro allegorico, cercando di realizzarlo migliore degli altri. Il vincitore si aggiudica la Coppa del Carnevale.

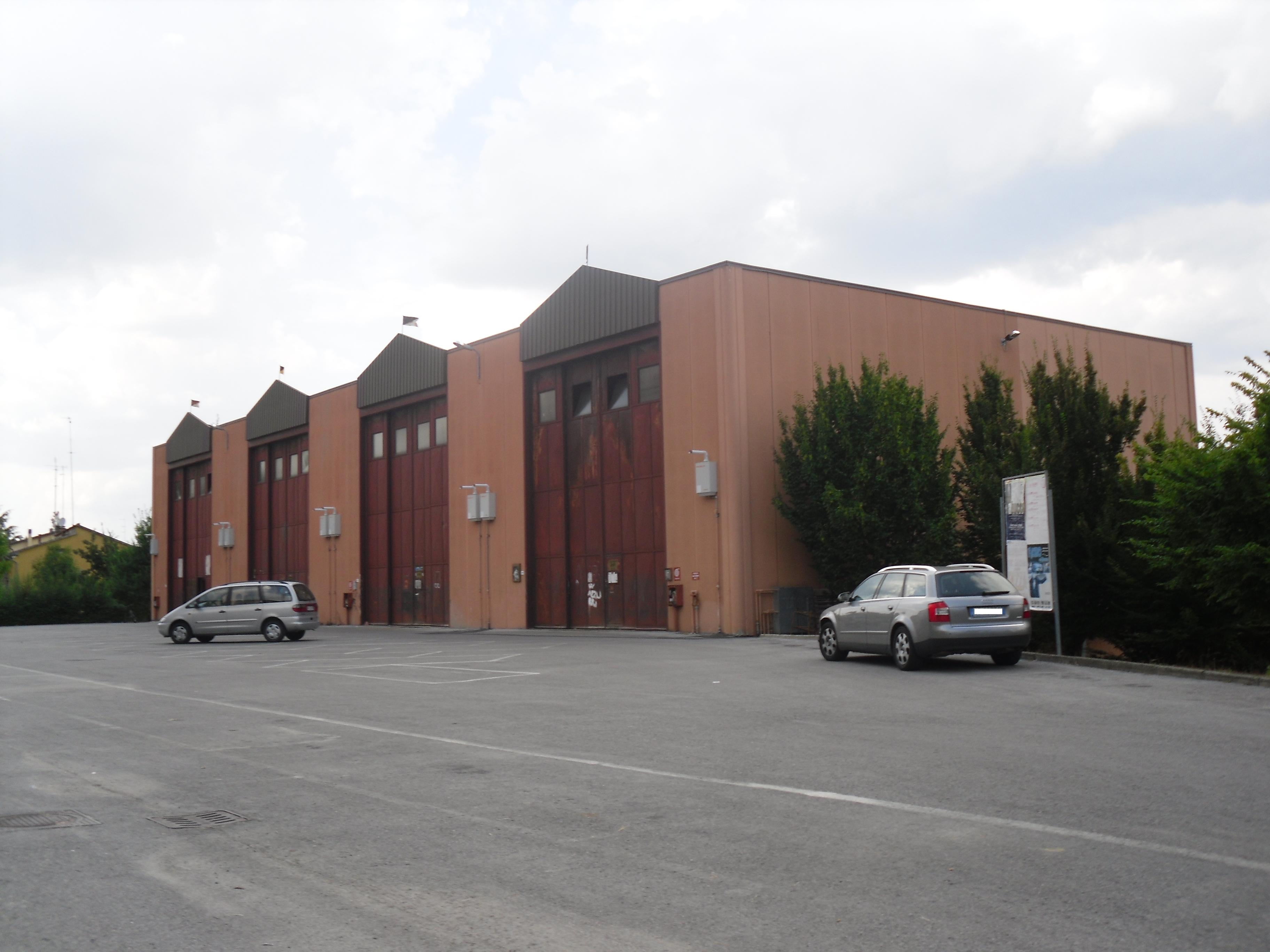
L'edificio in cui i quattro Cantieri foianesi lavorano durante l'anno nella realizzazione dei carri

## Preparazione dei carri
Durante ogni anno, i Cantieri lavorano ciascuno sulla realizzazione di un nuovo carro in cartapesta, che presenta allegoricamente un tema liberamente scelto dal Cantiere.
Per evitare copiature, danneggiamenti o altre scorrettezze, i quattro Cantieri lavorano tutti quanti in un unico edificio, diviso ovviamente in quattro settori.
I lavori per i nuovi carri iniziano in estate quando, dopo il carnevale estivo, vengono smontati i vecchi carri predisponendo i lavori per i nuovi progetti; In autunno l'attività di cantiere si intensifica progressivamente fino ad arrivare al grande giorno, quello della prima uscita.
Il lavoro viene svolto in assoluta segretezza da parte di tutti i ''cantieristi'' (appellativo per tutti coloro che si occupano della costruzione dei carri) e questo fa sì che durante tutto l'anno lavorativo si crei un alone di mistero attorno ai soggetti e temi dei carri, che verranno svelati solo la mattina del primo corso mascherato, durante la cosiddetta "apertura degli uscioni".

## Gara
La gara si svolge nelle tre domeniche che precedono il martedì grasso e nelle due successive (salvi eventuali recuperi di corsi mascherati rinviati), durante le quali ciascun Cantiere sfila per le vie cittadine con il proprio carro. Ogni sfilata prende il nome di "corso mascherato".

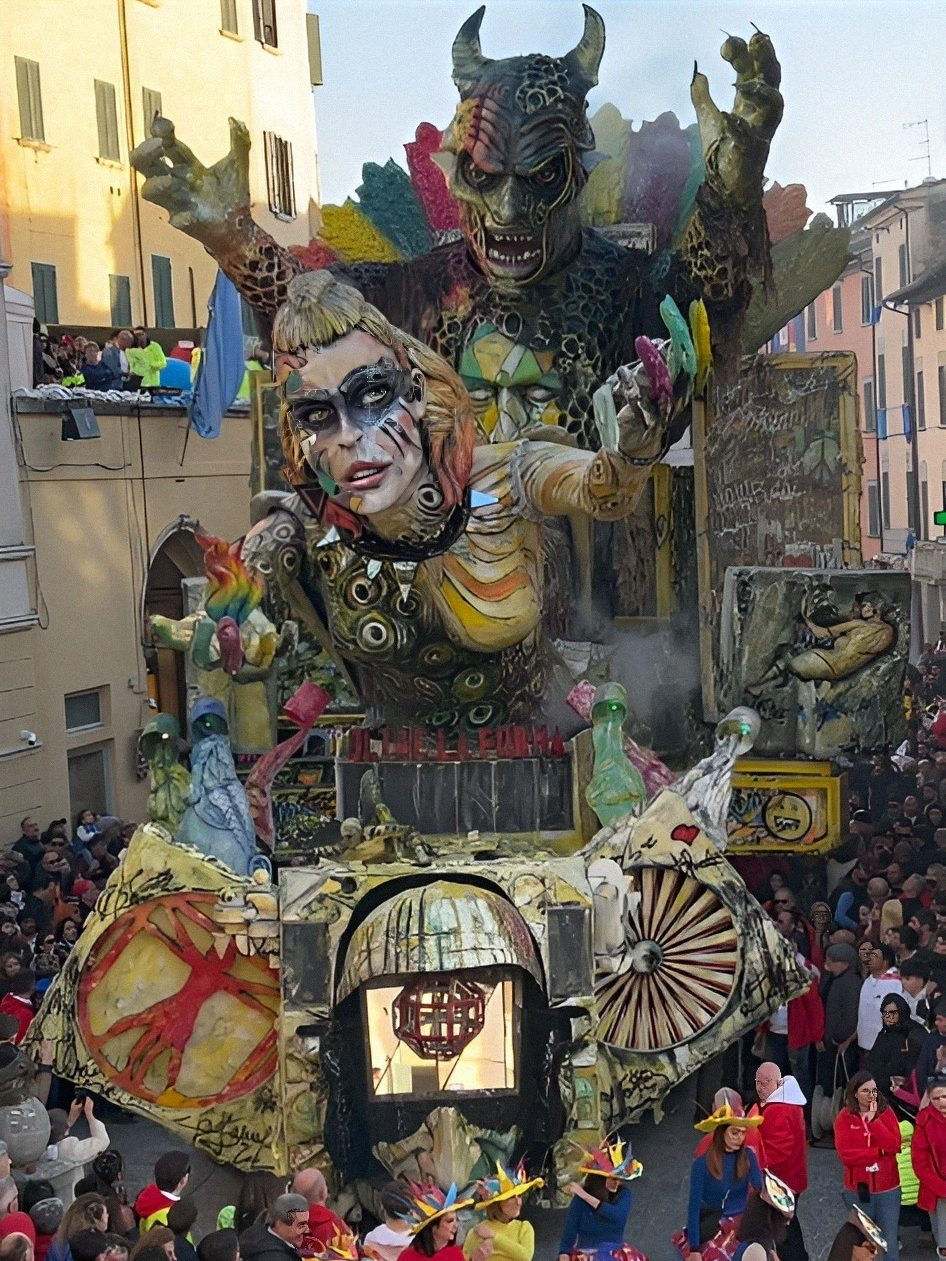
Carro Cantiere Bombolo 2024

I carri vengono valutati la prima domenica di Carnevale da una giuria composta da cinque giurati: un pittore, uno scultore, uno scenografo, un critico d'arte e un giornalista (dal 2001), scelti da un notaio, a propria volta incaricato dal Presidente dell'Associazione Carnevale di Foiano della Chiana. I giurati, dopo aver assistito a due sfilate di ciascun carro in momenti distinti, redigono una scheda, nella quale stilano le proprie classifiche personali, allegando in un secondo momento le relative motivazioni.
Ad ogni primo posto ottenuto da un Cantiere nella scheda di un giurato corrispondono 5 punti, 3 per ogni secondo, 2 per ogni terzo e 1 per ogni quarto posto. Sommando i punteggi viene calcolata la classifica finale. I verdetti dei giurati rimangono sigillati in una busta, dunque, segreti fino a quando vengono letti al termine dell'ultimo corso mascherato e sono insindacabili.
Non è escluso, come anzi è avvenuto cinque volte, che la vittoria sia assegnata ex aequo a due Cantieri (l'ultima nell'edizione 2006 al cantiere Bombolo e al cantiere Rustici).
Dal 2001 anche le mascherate sono giudicate da quattro giurati: un pittore, un coreografo, un costumista e un critico d'arte; al Cantiere che ha organizzato quella ritenuta più attinente ed efficace è assegnato l'apposito Premio per la Mascherata (anche noto prima come "Coppa Simpatia").
L'ultima domenica, dopo il corso mascherato, va in scena il funerale di "Re Giocondo", più nota come "Rificolonata": il Re del Carnevale, impersonato da un fantoccio gigante di cencio e paglia, imbottito di petardi (le cosiddette castagnole), con dipinto sul petto il numero dell'edizione appena svolta. Re giocondo viene portato in piazza seguito dalla banda e dai sudditi che, muniti di "rificolone" (lanterne), celebrano appunto il suo "funerale".
Segue, quindi, una mascherata finale dei quattro Cantieri, i quali preparano un piccolo carro a tema ciascuno preceduto da un allegro e scenografico corteo di cantieristi e sostenitori muniti di bandiere.  

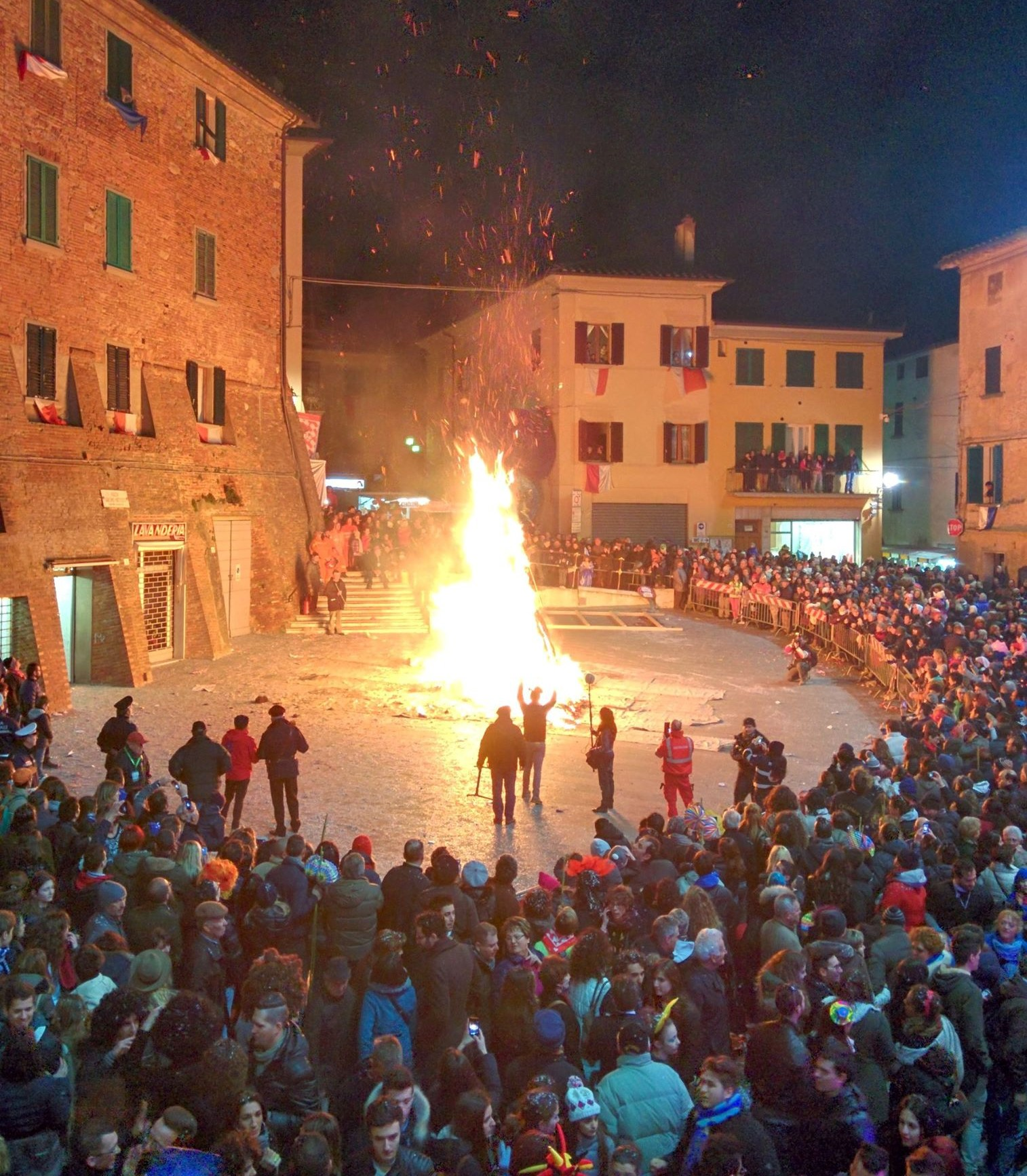
Rogo di Re Giocondo, ultimo atto del Carnevale

A questo punto, si dà lettura, nella Piazza centrale gremita di gente, del Testamento di Re Giocondo: vengono letti, in rima, i fatti più o meno positivi dell'anno da poco concluso, mettendo alla pubblica berlina eventuali malefatte e ilariche disavventure degli abitanti  del paese, non mancando di elargire ameni lasciti e goliardici consigli.
L'ultima parte del testamento è quella più attesa: viene reso pubblico il verdetto stilato dalla giuria, partendo dal Cantiere ultimo classificato.
Come vuole la tradizione, a sancire la fine del Carnevale, dopo la lettura del verdetto, è appiccato il rogo di "Re Giocondo", che viene dato alle fiamme in Piazza come atto finale della spettacolare cerimonia.
Il sabato dopo l'ultima domenica di carnevale il cantiere vincitore festeggia la vittoria in paese prendendo in giro in modo ''carnevalesco'' e ironico i cantieri sconfitti.
Prima di essere smantellati, i carri vengono fatti sfilare per l'ultima volta nel mese di giugno, durante il cosiddetto "Carnevale sotto le stelle".

## Cantieri
Partecipano attualmente al Carnevale di Foiano della Chiana i quattro Cantieri in cui è divisa la popolazione cittadina: Azzurri, Bombolo, Nottambuli e Rustici. Coloro che si occupano della realizzazione dei carri, delle mascherate, degli eventi collaterali e chi ruota attorno ai cantieri sono volontari.
Stemma: una spada ornata da una corona di oleastro alata

Fondazione: 1933

Vittorie:
- Coppa del Carnevale: 14 (ultima vittoria: 2025)
- Coppa Mascherata: 3 (ultima vittoria: 2018)

Stemma: un cuore

Fondazione: 1934

Vittorie:
- Coppa del Carnevale: 15 (ultima vittoria: 2023)
- Coppa Mascherata: 4 (ultima vittoria: 2016)

Stemma: un pipistrello

Fondazione: 1961

Vittorie:
- Coppa del Carnevale: 13 (ultima vittoria: 2017)
- Coppa Mascherata: 4 (ultima vittoria: 2022)

Stemma: un elefante

Fondazione: 1933

Vittorie:
- Coppa del Carnevale: 27 (ultima vittoria: 2024)
- Coppa Mascherata: 14 (ultima vittoria: 2025)

Gli attuali quattro Cantieri sono molto recenti a livello di fondazione, non risalendo nessuno di loro direttamente agli albori del XVI secolo.
I Cantieri più antichi sono quelli degli Azzurri e dei Rustici, istituiti nel 1933, mentre Bombolo fu fondato l'anno dopo.
Sempre nel 1935 nacque anche il Cantiere Pacifici, mentre, dopo la pausa imposta dalla seconda guerra mondiale, comparve il Cantiere Cuccioli.
Quest'ultimo Cantiere, pur fondamentale ai fini della difficile ripresa post-bellica, ebbe breve durata, tanto che, all'inizio degli anni cinquanta, gran parte dei Cuccioli confluirono negli altri Cantieri. Quanti non si aggregarono alle altre compagini, istituirono il nuovo Cantiere Vitelloni, che, tuttavia, ebbe anch'esso vita breve, venendo travolto dalla seria crisi cantieristica che, dal 1952 al 1961, impedì lo svolgimento di ben dieci edizioni del Carnevale.
Alla ripresa, nel 1962, il Cantiere Vitelloni era ormai scomparso da tempo, mentre i Pacifici furono rimpiazzati dal Cantiere Nottambuli, nato nel 1961.
La divisione in Cantieri non rispecchia alcuna ripartizione territoriale: essi non hanno dei propri confini (come invece accade, per esempio, per le Contrade del Palio di Siena o per i Quartieri della Giostra del Saracino di Arezzo), ma si fondano sulla libera associazione degli individui.
Inizialmente ogni Cantiere faceva riferimento ad un determinato ceto sociale, mentre oggi sono per lo più i legami parentali e di amicizia che uniscono i cantieristi.

## Albo d'oro
| Anno                                                                    | Primo classificato | Secondo classificato           | Terzo classificato                                  | Quarto classificato | Note |
| ----------------------------------------------------------------------- | --- | ------------------------------ | --------------------------------------------------- | ------------------- | --- |
| 1933                                                                    | Rustici (1ª vittoria) "La rana e i suoi vicini"                                                                                 | Azzurri                        | -                                                   | -                   | - |
| 1934                                                                    | Azzurri (1ª vittoria) "La scarpina" Rustici (2ª vittoria) "Un po' di Oriente al Carnevale"                                      | -                              | Bombolo                                             | -                   | - |
| 1935                                                                    | Bombolo (1ª vittoria) "Nettuno al Carnevale"                                                                                    | Azzurri                        | Rustici                                             | Pacifici            | - |
| Nel 1936 Carnevale non disputato per la Guerra d'Etiopia                | |                                |                                                     |                     | |
| 1937                                                                    | Rustici (3ª vittoria) "È preferibile un bel trescone... Suggerì Ulisse il furbacchione"                                         | Bombolo                        | Azzurri                                             | Pacifici            | - |
| 1938                                                                    | Bombolo (2ª vittoria) "Diluvio d'allegria" Rustici (4ª vittoria) "Vivere"                                                       | -                              | Azzurri                                             | Pacifici            | - |
| Nel 1939 gara non svolta                                                | |                                |                                                     |                     | |
| Dal 1940 al 1946 Carnevale non disputato per la seconda guerra mondiale | |                                |                                                     |                     | |
| 1947                                                                    | - | -                              | -                                                   | -                   | Il carro di Bombolo “La Banda d’Affori” non viene proclamato vincitore per motivi di ordine pubblico causati da una discussione tra Bombolo e Rustici. Il verdetto viene bruciato.                                                         |
| 1948                                                                    | Bombolo (3ª vittoria) "Nozze chianine"                                                                                          | Rustici                        | Azzurri                                             | -                   | - |
| 1949                                                                    | Azzurri (2ª vittoria) "I pompieri di Viggiù"                                                                                    | Bombolo                        | -                                                   | -                   | Il carro dei Rustici "Mondo al Carnevale", seppur non in concorso, viene giudicato dalla giuria come il migliore della manifestazione |
| 1950                                                                    | Bombolo (4ª vittoria) "Follie al mare"                                                                                          | Rustici                        | Azzurri                                             | Cuccioli            | - |
| 1951                                                                    | Rustici (5ª vittoria) "Ritorna Valencia"                                                                                        | Azzurri                        | Bombolo Pacifici                                    | -                   | - |
| Nel 1952 gara non svolta                                                | |                                |                                                     |                     | |
| Dal 1953 al 1961 Carnevale non disputato per crisi dei Cantieri         | |                                |                                                     |                     | |
| 1962                                                                    | - | -                              | -                                                   | -                   | Carri non giudicati per maltempo |
| 1963                                                                    | Rustici (6ª vittoria) "Risveglio chianino"                                                                                      | Azzurri                        | Nottambuli                                          | Bombolo             | - |
| 1964                                                                    | Rustici (7ª vittoria) "L'ora chianina della gran cuccagna"                                                                      | Nottambuli                     | Azzurri                                             | Bombolo             | - |
| 1965                                                                    | Azzurri (3ª vittoria) "Bacco in Valdichiana"                                                                                    | Rustici                        | Nottambuli                                          | Bombolo             | - |
| 1966                                                                    | Rustici (8ª vittoria) "Vista la banda, beati i suonatori"                                                                       | Bombolo                        | Azzurri                                             | Nottambuli          | - |
| 1967                                                                    | Nottambuli (1ª vittoria) "Baldoria in Valdichiana"                                                                              | Azzurri                        | Bombolo                                             | -                   | - |
| 1968                                                                    | Rustici (9ª vittoria) "'I Beats al Carnevale"                                                                                   | Nottambuli                     | Azzurri                                             | Bombolo             | - |
| Nel 1969 gara non svolta                                                | |                                |                                                     |                     | |
| 1970                                                                    | Bombolo (5ª vittoria) "Mare, amore e fantasia"                                                                                  | Rustici                        | Nottambuli                                          | -                   | - |
| Dal 1971 al 1973 gara non svolta                                        | |                                |                                                     |                     | |
| Nel 1974 Carnevale non svolto per la Crisi energetica                   | |                                |                                                     |                     | |
| 1975                                                                    | Nottambuli (2ª vittoria) "Sfortuna nostra, fortuna sua"                                                                         | Azzurri                        | Bombolo                                             | -                   | - |
| 1976                                                                    | "Lumacons Group" (Nottambuli) (3ª vittoria) "Sandokan in Valdichiana"                                                           | Nottambuli                     | Azzurri                                             | -                   | - |
| 1977                                                                    | Azzurri (4ª vittoria) "Vai all'Hawaii se vuoi scordare i guai"                                                                  | Nottambuli                     | "Associazione Motociclistica Valdichiana" (Bombolo) | -                   | - |
| 1978                                                                    | Azzurri (5ª vittoria) "Mamma li Corsari"                                                                                        | Nottambuli                     | "Associazione Motociclistica Valdichiana" (Bombolo) | -                   | - |
| 1979                                                                    | Bombolo (6ª vittoria) "Il drago giocherellone"                                                                                  | Azzurri                        | Nottambuli                                          | -                   | - |
| 1980                                                                    | Azzurri (6ª vittoria) "Pluto in Allegria"                                                                                       | Nottambuli                     | Bombolo                                             | -                   | - |
| 1981                                                                    | - | -                              | -                                                   | -                   | Carri non giudicati per maltempo |
| 1982                                                                    | Azzurri (7ª vittoria) "Papaveri e papere"                                                                                       | Bombolo                        | Nottambuli                                          | -                   | - |
| 1983                                                                    | - | -                              | -                                                   | -                   | Carri non giudicati per maltempo |
| 1984                                                                    | "Società Carnevale di Foiano" (Bombolo) (7ª vittoria) "Che scompiglio, che scompiglio... la zebra ha mangio il giglio!"         | "G.S. Volley Foiano" (Rustici) | Azzurri                                             | -                   | - |
| 1985                                                                    | Nottambuli (4ª vittoria) "In Valdichiana becca... il gallo della checca"                                                        | Bombolo Rustici                | -                                                   | Azzurri             | - |
| 1986                                                                    | Nottambuli (5ª vittoria) "La Valdichiana in fiore porta il buonumore"                                                           | Bombolo Rustici                | -                                                   | Azzurri             | - |
| 1987                                                                    | Rustici (10ª vittoria) "Bei tempi quelli dei grilli e delle cicale"                                                             | Nottambuli                     | Azzurri                                             | Bombolo             | - |
| 1988                                                                    | Azzurri (8ª vittoria) "Ritornano i nostri"                                                                                      | Bombolo                        | Rustici                                             | Nottambuli          | - |
| 1989                                                                    | Rustici (11ª vittoria) "Sogno di Carnevale"                                                                                     | Azzurri                        | Bombolo                                             | Nottambuli          | - |
| 1990                                                                    | Bombolo (8ª vittoria) "Proviamoci con la magia"                                                                                 | Azzurri                        | Rustici                                             | Nottambuli          | - |
| 1991                                                                    | Rustici (12ª vittoria) "Carnevale torna a ridere"                                                                               | Bombolo                        | Azzurri                                             | Nottambuli          | - |
| 1992                                                                    | Bombolo (9ª vittoria) "Ve lo do io il petrolio"                                                                                 | Azzurri                        | Nottambuli                                          | Rustici             | - |
| 1993                                                                    | Bombolo (10ª vittoria) "Sogno o qui gatti ci covan?"                                                                            | Rustici                        | Azzurri Nottambuli                                  | -                   | - |
| 1994                                                                    | Nottambuli (6ª vittoria) "Italic Park: Son tornati i dinosauri: Tutti al fresco!" Rustici (13ª vittoria) "È arrivata la bufera" | -                              | Bombolo                                             | Azzurri             | - |
| 1995                                                                    | Rustici (14ª vittoria) "Inseguiamo la chimera"                                                                                  | Nottambuli                     | Bombolo                                             | Azzurri             | - |
| 1996                                                                    | Rustici (15ª vittoria) "Sensi scatenati"                                                                                        | Bombolo                        | Nottambuli                                          | -                   | Gli Azzurri non partecipano per incendio del proprio carro |
| 1997                                                                    | Nottambuli (7ª vittoria) "Kohl cavolo che venite in Europa"                                                                     | Rustici                        | Bombolo                                             | Azzurri             | - |
| 1998                                                                    | Rustici (16ª vittoria) "Volo verso il futuro"                                                                                   | Azzurri                        | Nottambuli                                          | Bombolo             | - |
| 1999                                                                    | Azzurri (9ª vittoria) "Anima mundi"                                                                                             | Rustici                        | Nottambuli                                          | Bombolo             | - |
| 2000                                                                    | Rustici (17ª vittoria) "Insaziabili"                                                                                            | Azzurri                        | Bombolo                                             | Nottambuli          | - |
| 2001                                                                    | Nottambuli (8ª vittoria) "I camaleonti"                                                                                         | Bombolo                        | Azzurri                                             | Rustici             | Il verdetto verrà ufficializzato in un secondo momento per un vizio di forma in cui divergeva la valutazione di un giurato tra la redazione della scheda (in cui erano primi i Nottambuli) e la relazione (in cui risultava primo Bombolo) |
| 2002                                                                    | Rustici (18ª vittoria) "Il sogno di Icaro"                                                                                      | Bombolo                        | Nottambuli                                          | Azzurri             | - |
| 2003                                                                    | Azzurri (10ª vittoria) "Apparenza e realtà" Nottambuli (9ª vittoria) "Oltre la Porta"                                           | -                              | Rustici                                             | Bombolo             | - |
| 2004                                                                    | Nottambuli (10ª vittoria) "Anime Nude"                                                                                          | Rustici                        | Bombolo                                             | Azzurri             | - |
| 2005                                                                    | Nottambuli (11ª vittoria) "Sogno"                                                                                               | Bombolo                        | Rustici                                             | Azzurri             | - |
| 2006                                                                    | Bombolo (11ª vittoria) "…E luce sia!" Rustici (19ª vittoria) "Che la festa cominci"                                             | -                              | Nottambuli                                          | Azzurri             | - |
| 2007                                                                    | Rustici (20ª vittoria) "Tempo al tempo"                                                                                         | Nottambuli                     | Azzurri                                             | Bombolo             | - |
| 2008                                                                    | Rustici (21ª vittoria) "Slancio vitale"                                                                                         | Nottambuli                     | Bombolo                                             | Azzurri             | - |
| 2009                                                                    | Bombolo (12ª vittoria) "Beautiful Day"                                                                                          | Nottambuli                     | Azzurri                                             | Rustici             | - |
| 2010                                                                    | Nottambuli (12ª vittoria) "Delirium"                                                                                            | Azzurri                        | Rustici                                             | Bombolo             | - |
| 2011                                                                    | Rustici (22ª vittoria) "Ruggito – Spiriti resistenti"                                                                           | Nottambuli                     | Azzurri                                             | Bombolo             | - |
| 2012                                                                    | Rustici (23ª vittoria) "Mala tempora currunt"                                                                                   | Nottambuli                     | Bombolo                                             | Azzurri             | - |
| 2013                                                                    | Azzurri (11ª vittoria) "La grande bufala"                                                                                       | Rustici                        | Bombolo                                             | Nottambuli          | - |
| 2014                                                                    | Azzurri (12ª vittoria) "Cavalca i tuoi sogni"                                                                                   | Nottambuli                     | Bombolo                                             | Rustici             | - |
| 2015                                                                    | Rustici (24ª vittoria) "Trionfo della vita"                                                                                     | Azzurri                        | Bombolo                                             | Nottambuli          | - |
| 2016                                                                    | Rustici (25ª vittoria) "Andate al diavolo"                                                                                      | Azzurri                        | Nottambuli                                          | Bombolo             | - |
| 2017                                                                    | Nottambuli (13ª vittoria) "E Carnevale sia!"                                                                                    | Azzurri                        | Bombolo                                             | Rustici             | - |
| 2018                                                                    | Azzurri (13ª vittoria) "Fuori dall'incubo"                                                                                      | Nottambuli e Rustici           | -                                                   | Bombolo             | - |
| 2019                                                                    | Bombolo (13ª vittoria) "FolleMente"                                                                                             | Rustici                        | Azzurri                                             | Nottambuli          | - |
| 2020                                                                    | Rustici (26ª vittoria) "L'altro mondo"                                                                                          | Nottambuli                     | Bombolo                                             | Azzurri             | - |
| Nel 2021 Carnevale annullato per la pandemia di COVID-19                | |                                |                                                     |                     | |
| 2022                                                                    | Bombolo (14ª vittoria) "Confronto con l'ombra"                                                                                  | Rustici                        | Nottambuli                                          | Azzurri             | Carnevale svoltosi nel mese di giugno |
| 2023                                                                    | Bombolo (15ª vittoria) "La bestia dentro"                                                                                       | Nottambuli                     | Azzurri                                             | Rustici             | |
| 2024                                                                    | Rustici (27ª vittoria) "Terapia d'urto"                                                                                         | Azzurri                        | Bombolo Nottambuli                                  | -                   | |
| 2025                                                                    | Azzurri (14ª vittoria) "Canto d'amore"                                                                                          | Bombolo                        | Nottambuli                                          | Rustici             | |

## Premio Mascherata
| Anno | Cantiere vincitore   |
| ---- | -------------------- |
| 2001 | Nottambuli e Rustici |
| 2002 | Bombolo              |
| 2003 | Rustici              |
| 2004 | Rustici              |
| 2005 | Rustici              |
| 2006 | Azzurri              |
| 2007 | Rustici              |
| 2008 | Nottambuli           |
| 2009 | Nottambuli           |
| 2010 | Rustici              |
| 2011 | Rustici              |
| 2012 | Rustici              |
| 2013 | Bombolo              |
| 2014 | Bombolo              |
| 2015 | Azzurri              |
| 2016 | Bombolo              |
| 2017 | Rustici              |
| 2018 | Azzurri              |
| 2019 | Rustici              |
| 2020 | Rustici              |
| 2022 | Nottambuli           |
| 2023 | Rustici              |
| 2024 | Rustici              |
| 2025 | Rustici              |